# 亚历山大·罗将柯
亚历山大·帕夫洛维奇·罗将柯（俄语：Александр Павлович Родзянко，1879年8月26日—1970年5月6日），一战时俄罗斯帝国陆军军官，后于俄国内战期间担任军团司令，并获中将军衔。 

## 生平
罗将柯出生于一个古老的乌克兰贵族家庭：其父帕维尔·罗将柯为大地主，其叔米哈伊尔·罗将柯于1911年至1917年间担任帝国杜马主席。罗将柯在俄国侍从军团(俄文: Пажеский корпус）(为当时供俄国权贵和军官的子弟们就读的初级军校)和位于法国索米尔的黑骑士马术学校（法文：Cadre noir）（世界四大古典骑术学院之一）接受教育；随后他加入了俄国的精锐部队骑士卫队。身为一名优秀的马术运动员，他曾师从被誉为“现代前倾骑姿之父”的费德里科·卡普里利上尉，在意大利皮内罗洛的骑兵学校学习一年。在他成功参与1911年伦敦的赛事，赢得爱德华七世国王杯之后 ，他于1912年斯德哥尔摩奥运会上代表俄罗斯队获得团体场地障碍赛第五名的成绩。 大部分有关罗将柯的马术相关信息均由荷兰马术杂志Hoefslag出版（Hoefslag是由国际马术联合会（FEI）秘书长马克斯·E·阿曼（Max E. Amman）创办的）。

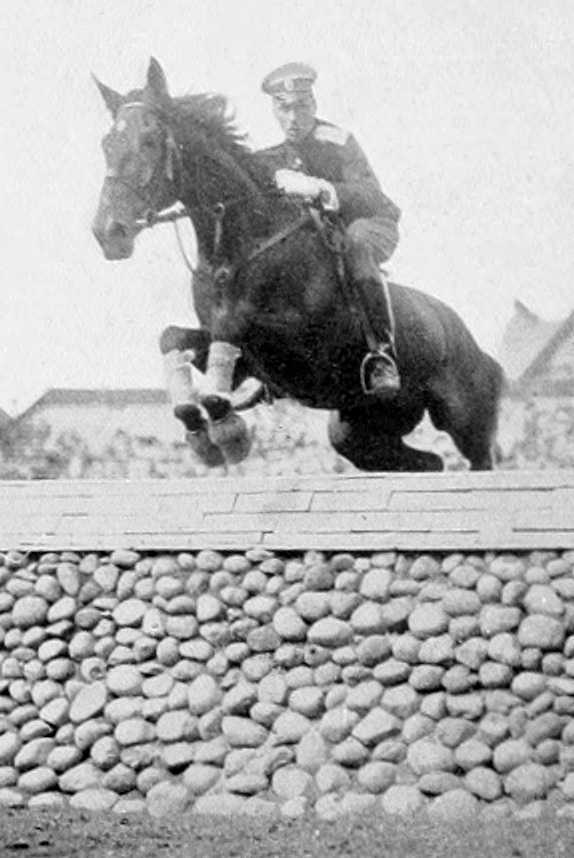
罗将柯于1912年奥运会的照片

罗将柯于1912年晋升为上校，随即参与一战。1914年，他被派往前线，短暂服役于第二库班团和哥萨克第一线性作战团，并指挥第16顿河团。后来他在第8军和骑士卫队服役。自1916年5月起，他担任骑兵军官学校校长。1917年6月至7月，他指挥里加卫戍部队。1917年10月，其指挥的第17骑兵师在普斯科夫被遣散，他本人则被德国人扣押。
1917年俄国革命后，他随阿纳托尔·冯·利芬亲王为拉脫維亞的反革命分子寻求英国帮助（但未成功）。1918年，他住在里加，并在征召志愿者加入反布尔什维克部队这件事上受到德国的援助。  1919年，尼古拉·尤登尼奇将军（时任白军北方军司令）任命他为助手，领导对红军的反攻行动，并参与了对彼得格勒的失败进攻。1919年11月23日，西北军(基于北方军建立的部队，罗将柯为其指挥官）被击退到爱沙尼亚纳尔瓦后，尤登尼奇派他前往英国，为进一步的反布尔什维克斗争寻求财务支持。在他任务失败后，他选择不返回爱沙尼亚，而在英国定居，之后他又在美国定居。
其兄帕维尔·罗将柯在一所位于都柏林的爱尔兰骑兵学校当教官 ，后来移民到美国。本人则成为骑士卫队协会主席，撰写回忆录。1970年，他于纽约去世，享年90岁并被安葬在纽约州罗克兰县纳纽埃特镇的新季韦耶沃修道院附属墓地。

## 荣誉及奖项
- 四级带剑圣弗拉基米尔勋章（1913 年）
- 三级圣安娜勋章(1913年)
- 三级圣斯坦尼斯劳斯勋章(1913年)
- 四级圣安娜勋章(1915年)

以及超过7枚奖牌